# 2025年1月

## 1月1日
- 卡琳·凱勒-祖特爾就任瑞士總統。[1]
- 柯文哲辭任台灣民眾黨主席，由黃國昌代行職務。[2]
- 羅馬尼亞與保加利亞成為申根區正式成員國。[3]
- 乌克兰加入国际刑事法院。[4]
- 乌克兰和俄罗斯分别宣布，已切断俄罗斯经由乌克兰输往欧洲的天然气供应。[5]
- 俄罗斯往基辅发射了111架无人机进行攻击，造成了1人死亡，7人受伤。[6]
- 美国路易斯安那州新奥尔良旅游胜地法国区发生汽车冲撞行人事件，共造成16人死亡，35人受伤。[7]
- 一輛Tesla Cybertruck在美國內華達州天堂市的拉斯維加斯特朗普國際酒店正門外發生爆炸並起火。事件造成車內1人死亡，7人受傷[8]。
- 黑山采蒂涅巴吉策發生槍擊案，共造成12人死亡，4人受傷。兇手當日晚自殺身亡[9]。

## 1月3日
- 第119届美国国会正式开议，麥克·約翰遜在美国众议院议长选举再次被選為議長。[10]
- 韓國公搜處人員前往總統官邸逮捕總統尹錫悅，但遭到总统警护处阻攔，5個半小時後被迫停止行動。尹錫悅的辯護人團稱逮捕令「非法、無效」。[11]
- 特立尼達和多巴哥總理基思·羅利宣佈將在議會選舉之前辭職。[12]
- 中国籍演员星星在泰缅边境湄索县失联。[13]

## 1月4日
- 由於奧地利人民黨與社會民主黨和新奧地利黨組成聯合內閣的努力均告失敗，奧地利總理卡爾·內哈默辭職。[14]

## 1月5日
- 執導犯罪片《毒王女人夢》成為第82届金球奖提名暨獲獎最多的電影[15]。
- 南韓音樂內容協會於日本福岡舉辦第39屆金唱片獎，其中Seventeen以《SPILL THE FEELS》拿下專輯大賞，aespa以Supernova拿下音源大賞[16]。

## 1月6日
- 加拿大總理贾斯廷·特鲁多宣佈辭去加拿大自由黨黨魁和總理職務，並留任看守總理，直到新黨首的選出。[17]
- 奧地利總統亞歷山大·范德貝倫要求奧地利自由黨黨首赫伯特·基克爾組閣。[18]
- 美國國會認證唐納·川普勝選2024年美國總統大選。[19]
- 印度尼西亞加入金磚國家。[20]
- 美国总统拜登宣布将永久禁止在美国沿海海域开采石油和天然气，这些地方包括美国大西洋沿岸和墨西哥湾东部，加利福尼亚、俄勒冈以及华盛顿的太平洋沿岸和阿拉斯加的部分白令海域。[21]
- 因巴拉圭政府承認埃德蒙多·岡薩雷斯為委內瑞拉總統，委內瑞拉與巴拉圭斷交。[22]
- 聖多美和普林西比總統卡洛斯·維拉·諾瓦撤換總理帕特里斯·特羅瓦達。[23]
- 特立尼達和多巴哥執政黨人民民族運動決定斯圖爾特·楊（英语：Stuart Young (politician)）任下任黨首。[24]
- 索馬利蘭議會承認19名部長的任命案。[25]
- 美聯儲副主席邁克·巴爾表示將在2月28日辭職。[26]
- 美国对11家利用美国技术支持中国军队发展导弹和超音速武器的中国公司实施出口管制。[27]

## 1月7日
- 美國商品期貨交易委員會委員長羅斯丁·貝納姆（英语：Rostin Behnam）表示將於1月20日辭職。[28]
- 中国大陆西藏自治区日喀则市定日县发生里氏6.8级地震，造成至少53人遇难。[29]
- 被绑架到缅甸的中国籍演员王星获救，抵达泰国曼谷。[30][31]
- 美国加州南部地区发生大规模山火，至少5人死亡，10万人被迫疏散。[32]

## 1月8日
- 新喀里多尼亞議會選出阿爾西德·彭加（英语：Alcide Ponga）為新喀里多尼亞政府主席。[33]
- 美國特拉華州州長約翰·卡尼因就任威爾明頓市長辭職。[34]
- 疑似博科聖地的槍手襲擊乍得首都恩賈梅納乍德總統府。襲擊造成至少20人死亡，其中包括18名槍手和2名士兵[35]。
- 一架哥倫比亞國內航線飛機在安蒂奧基亞省山區墜毀，10人死亡。[36]

## 1月9日
- 黎巴嫩議會選出軍隊首長約瑟夫·奧恩為黎巴嫩總統。[37]

## 1月10日
- 马杜洛宣布就职委内瑞拉总统，同时欧盟、英国及美国宣布对委内瑞拉进行新一轮制裁。[38]
- 亞歷山大·沙倫貝格任奧地利總理代理。[39]
- 摩納哥国務大臣迪迪埃·紀堯姆（英语：Didier Guillaume）因急病入院，伊莎貝爾·貝洛-阿瑪代（英语：Isabelle Berro-Amadeï）任代理。[40]
- JD·萬斯辭去美國參議院議員職務。[41]
- 纽约州最高法院就紐約州人民訴唐納·川普案判刑，唐纳德·特朗普获法庭无条件释放，同时保留有罪记录。[42]
- 韓國總統警衛處長朴鐘俊（朝鲜语：박종준）辭職，前往警方接受調查。[43]
- 德国勃兰登堡某县发现水牛感染口蹄疫案例。[44]
- 尼日利亚逮捕105名网络犯罪嫌疑人，包括4名中国人。[45]

## 1月12日
- 2024年克羅地亞總統選舉（英语：2024–25 Croatian presidential election）決勝投票中，現任佐蘭·米拉諾維奇獲勝。[46]
- 科摩羅舉行2025年科摩羅議會選舉（英语：2025 Comorian parliamentary election），執政黨科摩羅復興公約勝出。[47]
- 韓國警方對總統警衛處長金聲勳申請逮捕令。[48]
- 法国斯特拉斯堡两辆有轨电车在隧道内相撞，造成60多人受伤。[49]
- 三名中国职业象棋选手因假棋被中国象棋协会罚终身禁赛，连带41名参与者不同期限禁赛。[50]

## 1月13日
- 日本九州宮崎縣發生6.8級地震，並發布海嘯注意報。[51]

## 1月14日
- 新任聖多美和普林西比總理阿美利哥·拉莫斯（英语：Américo Ramos）的內閣成立。[52]
- 因獲提名為新任黎巴嫩總理，納瓦夫·薩拉姆辭去國際法院院長與法官職務。[53][54]
- 孟加拉裔英國人財政部經濟事務秘書圖利普·席迪克（英语：Tulip Siddiq）因涉及姨媽謝赫·哈西娜弊案辭職。[55]
- 美國總統喬·拜登宣佈將古巴移出「支持恐怖主義國家」名單。[56]
- 受TikTok法令影响，大批美国用户涌入小红书APP。[57]

## 1月15日
- 被停职的韩国总统尹锡悦因涉嫌内乱罪被拘捕，成为韩国宪政史上首位被拘捕的在任总统。[58]
- 以色列和哈马斯在卡塔尔多哈达成加沙停火协议。[59]

## 1月16日
- 瓦努阿圖舉行2025年瓦努阿圖議會選舉（英语：2025 Vanuatuan general election），瓦努阿圖領袖黨（英语：Leaders Party of Vanuatu）成為第一大黨。[60]
- 保加利亞國會投票承認罗森·热利亚兹科夫總理及其內閣。[61]
- 台灣殺人犯黃麟凱在2013年11月殺害他的女友與她的母親，2017年7月3日被宣判死刑定讞後，於當地時間晚上10點左右在台北看守所執行槍決伏法[62]。
- 民族解放軍武裝分子在哥倫比亞卡塔通博地區發動多次襲擊，造成至少100人死亡及20人受傷[63]。

## 1月17日
- 美國候任總統唐納·川普發行虛擬迷因幣「$TRUMP」。[64]
- 15日就任的莫桑比克總統丹尼爾·查波任命瑪麗亞·本文達·列維（英语：Maria Benvinda Levy）為莫桑比克總理。[65]
- 美國最高法院全體法官一致裁決《保護美國人免受外國對手控制的應用程式侵害法案》合憲，按法案規定，中華人民共和國短片平台TikTok必需於1月19日前出售[66]。
- 巴基斯坦前總理伊姆蘭·汗夫妻因不動產弊案分別被判14年與7年徒刑。[67]
- 玻利維亞塔里哈法院要求逮捕涉嫌性侵15歲少女的玻利維亞前總統埃沃·莫拉萊斯。[68]

## 1月18日
- 两名伊朗伊斯兰教法法官在伊朗最高法院遇刺身亡。[69]
- 一辆载有约六万升汽油的油罐车在尼日利亚北部尼日尔州苏莱贾侧翻，造成当地居民聚集收集泄漏燃油，之后燃油引发爆炸，造成100多人死亡，另有69人受伤，其中至少52人伤势严重[70]

## 1月19日
- 韓國首爾西部地方法院對尹錫悅正式發出逮捕令，導致該法院被尹錫悅支持者圍攻。[71]
- 美國總統當選人唐納德·特朗普表示會在上任後馬上簽署行政命令延長TikTok禁令生效期限讓TikTok可以在美國繼續營運；候任美國國家安全顧問邁克·沃爾茨表示在保障美國用戶數據不被中國共產黨挪用的情況下可以允許中國企業繼續擁有TikTok。[72][73]
- 以色列國家安全部長伊塔馬爾·本-格維爾宣佈其本人與猶太力量黨脫離內塔尼亞胡內閣。[74]

## 1月20日
- 唐納·川普正式就任第47任美國總統。[75]

## 1月21日
- 台灣南部在當地時間凌晨0點17分左右發生芮氏規模6.4的地震，在嘉義縣大埔鄉觀測到最大震度6弱，並且出現多處災情[76]。
- 位於土耳其博盧省的卡爾塔爾大酒店發生重大火災事故，至少造成76人死亡[77]。

## 1月22日
- 湯加國王圖普六世任命艾薩克·埃克（英语：ʻAisake Eke）為湯加總理。[78]
- 最後一任葡屬澳門總督韋奇立逝世，享壽85歲。[79]

## 1月23日
- 愛爾蘭眾議院選出前總理米哈爾·馬丁再任愛爾蘭總理。[80]
- 泰国《婚姻平等法案》正式生效，这使泰国成为亚洲第三个使同性婚姻合法化的国家。[81]
- 美國總統當勞·特朗普簽署行政命令，下令解密總統約翰·F·甘迺迪、參議員羅拔·F·甘迺迪和牧師馬丁·路德·金博士遇刺案相關檔案[82]。
- 民主剛果北基伍省省長彼得·奇林姆瓦米（英语：Peter Cirimwami）被3月23日運動份子槍殺。[83]

## 1月24日
- 国际刑事法院检察官申请向塔利班最高领袖海巴图拉·阿洪扎达和阿富汗最高法院首席法官阿卜杜勒·哈基姆·哈卡尼（英语：Abdul Hakim Haqqani）发出逮捕令。[84][85]
- 皮特·赫格塞斯獲美國參議院承認擔任美國國防部長。[86]
- 克羅地亞民間爆發抵制零售商運動，運動獲得東南歐諸國民眾響應[87][88]。

## 1月25日
- 希臘議會舉行希臘總統選舉，前議長康斯坦蒂諾斯·塔蘇拉斯（英语：Konstantinos Tasoulas）獲得最多票但未達2/3，因此將於1月31日舉行第二輪投票。[89]
- 克里斯蒂·諾姆獲美國參議院承認擔任美國國土安全部長。[90]

## 1月26日
- 亚历山大·卢卡申科第七次當選白俄羅斯總統[91]。
- 扬尼克·辛纳和麥迪遜·基絲在2025年澳大利亚网球公开赛分別贏得男單和女單冠軍[92][93]。
- 中華人民共和國遼寧省瀋陽大東副食品商場發生爆炸，造成多人受傷[94]。

## 1月28日
- 因諾維薩德車站簷篷倒塌事故引發的反腐敗示威抗議持續，塞爾維亞總理米洛什·武切維奇辭職。[95]
- 釜山航空一架空中客车A321客机於金海国际机场发生火灾，导致全机报废，7人在撤离时受伤。[96][97]

## 1月29日
- 艾哈邁德·沙拉在第一屆敘利亞過渡政府召開的敘利亞革命勝利會議中獲任命為過渡時期的敘利亞總統，直至立法和憲法機構成立[98][99]。
- 愛爾蘭舉行為期兩天的2025年愛爾蘭參議院選舉（英语：2025 Seanad election）。[100]
- 美國前參議員鲍勃·梅嫩德斯因受賄被判囚11年。[101]
- 一架庞巴迪CRJ700型号并载有64人的美鹰航空5342号航班在接近罗纳德·里根华盛顿国家机场的33号跑道降落时与一架军用黑鹰直升机相撞，后双双坠入波托马克河中，两架飞机共67人全部遇难[102][103]。
- 豐昇龍智勝成為第74個相撲橫綱。[104]
- 南苏丹团结州一架载有石油工人的小型客机起飞后不久坠毁，导致机上至少20人丧命[105]。
- 曾參與褻瀆並焚燒《古蘭經》的伊拉克亞述人、旅居瑞典的無神論者薩爾萬·莫米卡，在南泰利耶遭槍擊身亡[106]。

## 1月30日
- 尼加拉瓜國會通過修憲案，尼加拉瓜總統丹尼爾·奧爾特加夫人，副總統羅薩里奧·穆里略成為共同總統。總統任期也由5年延長至6年。[107]

## 1月31日
- 緬甸軍方再次延長國家緊急狀態時期6個月。[108]
- 美国总统特朗普宣布从2月1日起对从加拿大、墨西哥进口的商品加征25%的关税，对来自中国的商品额外征收10%的关税。[109]
- 一架载有6人的里尔喷气55型客机在美国费城起飞不久后坠毁，事故造成机上6人全部遇难以及地面人员受伤。[110]